# Girolamo Rainaldi
Girolamo Rainaldi (Roma, 4 maggio 1570 – 15 luglio 1655) è stato un architetto italiano, padre di Carlo Rainaldi.

## Biografia

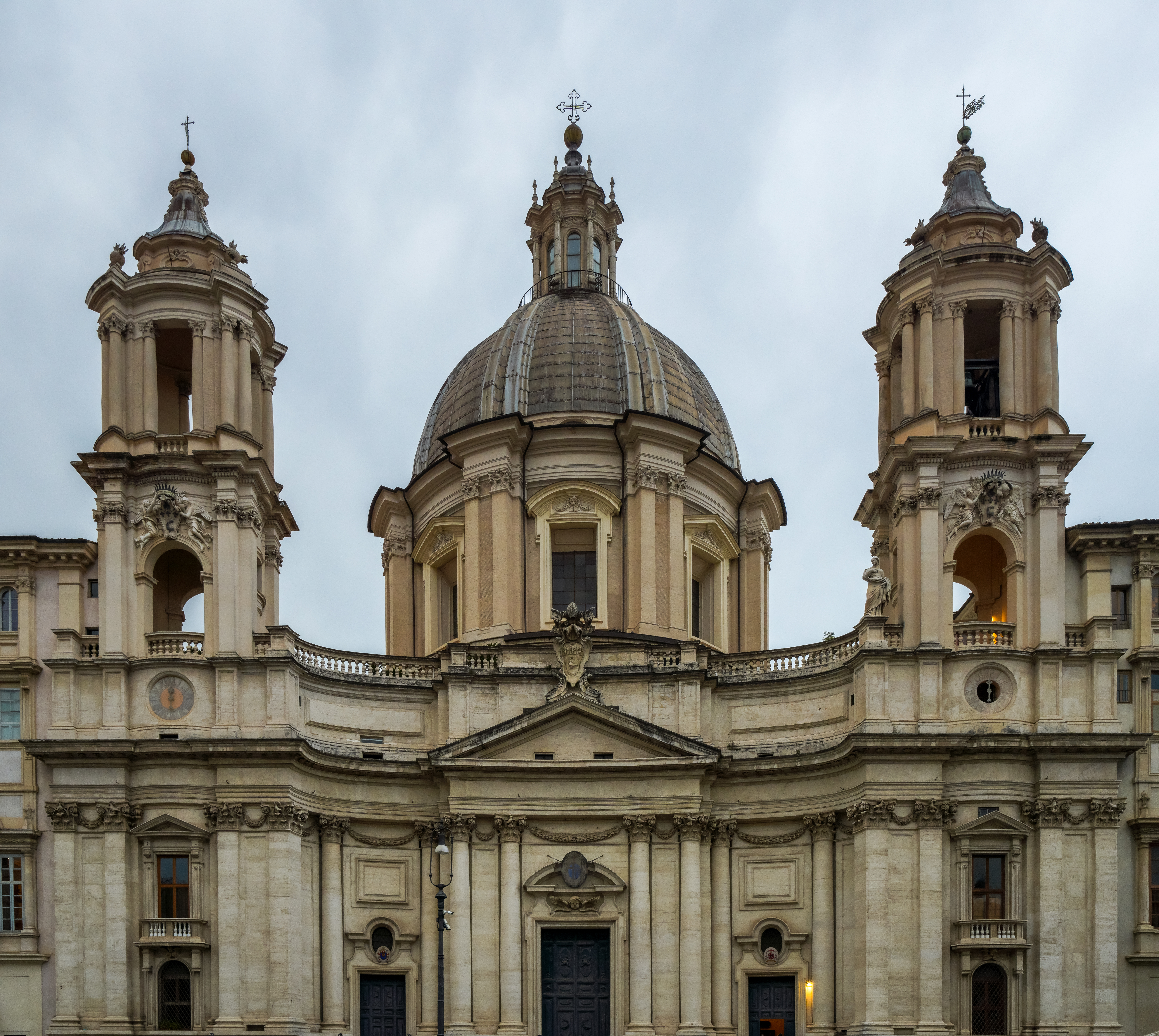
La chiesa romana di Sant'Agnese in Agone

Girolamo Rainaldi nacque a Roma; suo padre era un pittore originario di Norcia.
Dopo un inizio di carriera come assistente di Domenico Fontana, Rainaldi cominciò ad assumersi i primi lavori indipendenti disegnando il catafalco di Alessandro Farnese nella chiesa del Gesù (1589) e quello di papa Sisto V (1590) nella basilica di San Pietro.
Fu collaboratore di Giacomo Della Porta, da cui ereditò nel 1602 il ruolo di architetto papale e al quale subentrò nel completamento di Palazzo Albertoni Spinola.
Numerosi furono i lavori come architetto della famiglia Farnese, come la chiesa di Santa Teresa a Caprarola (che in parte preannuncia lo schema di Santa Maria in Campitelli, opera del figlio Carlo).
Nel 1606 fu chiamato a Parma da Ranuccio Farnese per eseguire il progetto del nuovo palazzo comunale. Tornò a Parma nel 1626 e fino al 1644 lavorò per la casa ducale. Assieme a Simone Moschino lavorò ad alcuni miglioramenti, eseguiti solo in parte, al palazzo del Giardino. Si occupò anche del palazzo della Pilotta e della costruzione della cupola della chiesa dell'Annunziata e del campanile di quella di San Sepolcro.

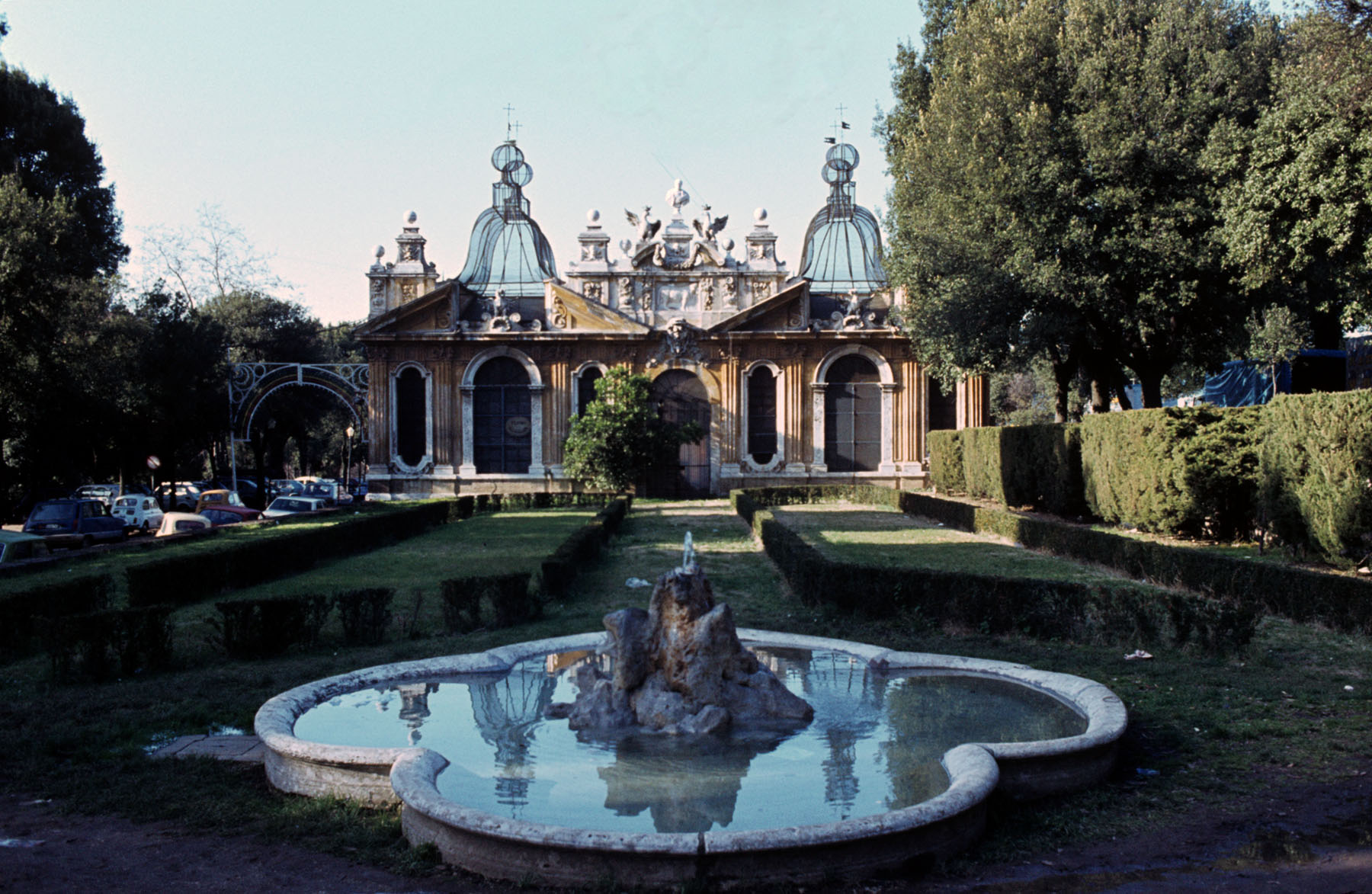
Vasca e uccelliere di Villa Borghese a Roma, progettate da Rainaldi

Come architetto papale per papa Innocenzo X, lavorò al palazzo di famiglia a piazza Navona (Palazzo Pamphilj) e all'adiacente chiesa di Sant'Agnese in Agone, edifici in seguito entrambi modificati da Francesco Borromini. Disegnò anche la tomba Sfondrati a Santa Cecilia in Trastevere e collaborò all'allestimento barocco dei giardini di Villa Borghese. A Roma fu nominato principe dell'Accademia di San Luca per l'anno 1641.
Suo è anche il disegno della chiesa di Santa Lucia a Bologna.